# Samuel Rutherford

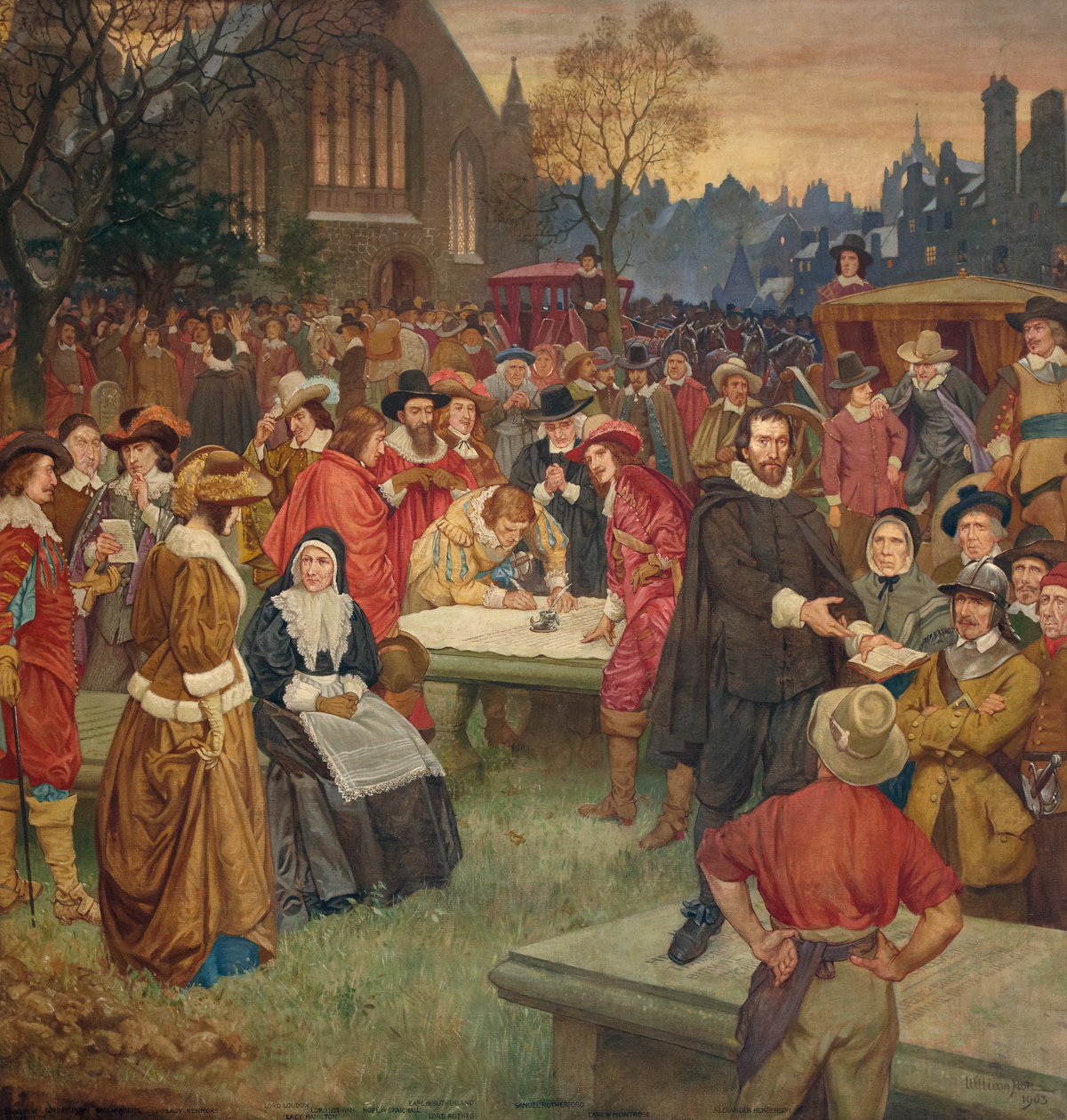
Dưới bức tranh "Ký kết Thỏa thuận Quốc gia", họa sĩ Victoria William Hole đặt Henderson (đứng trên mộ đá) ở trung tâm của sự kiện vào năm 1638. Archibald Johnston ở bên trái và Samuel Rutherford cũng được miêu tả.

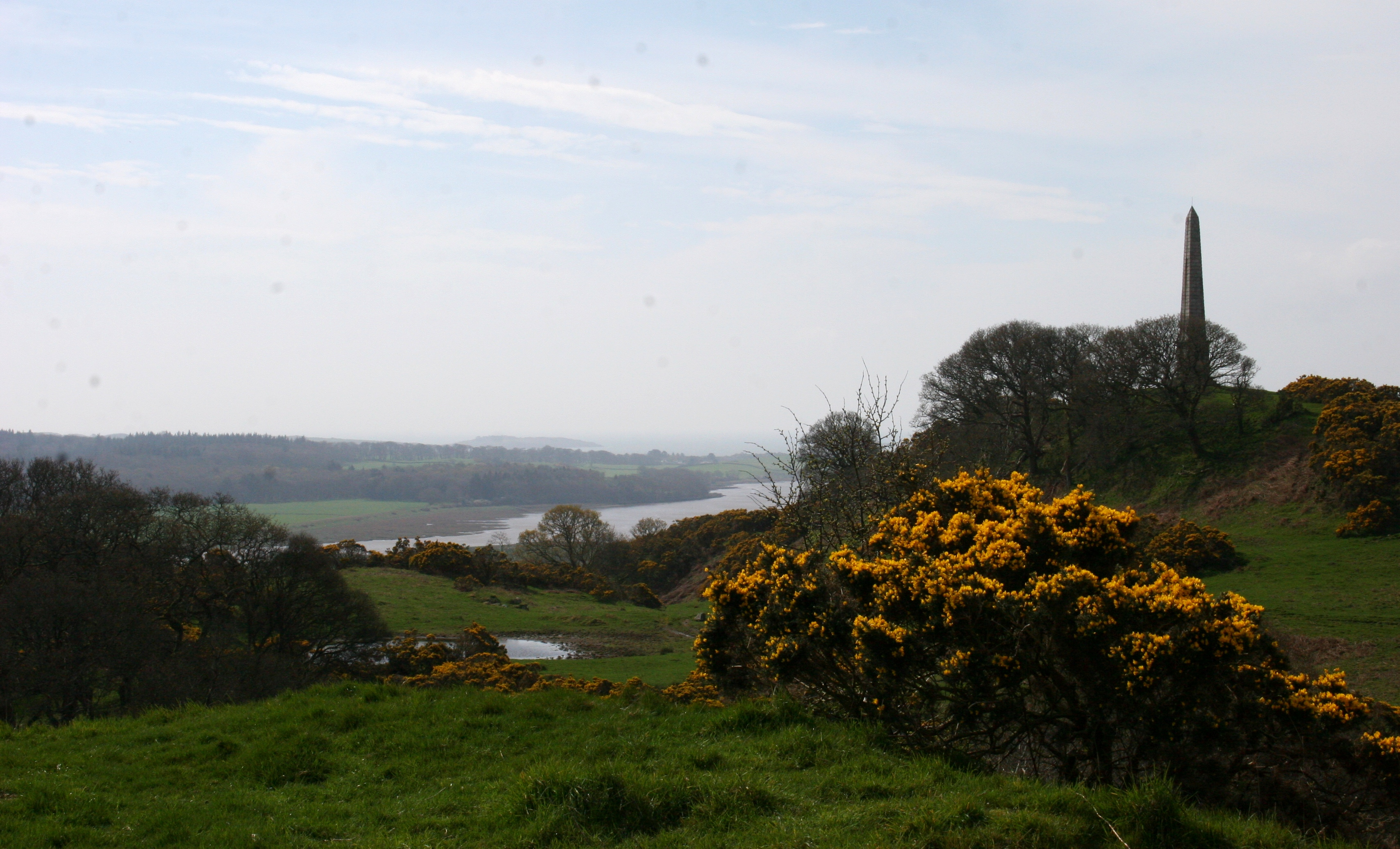
Rutherford's Monument, Anworth

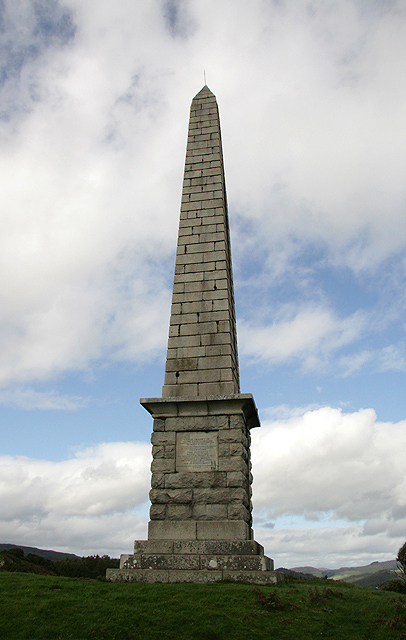
Đài tưởng niệm Rutherford

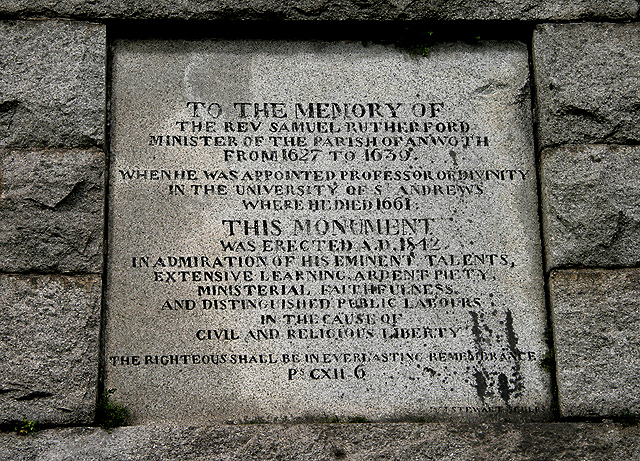
Bia đá khắc chữ trên Tượng đài Rutherford.

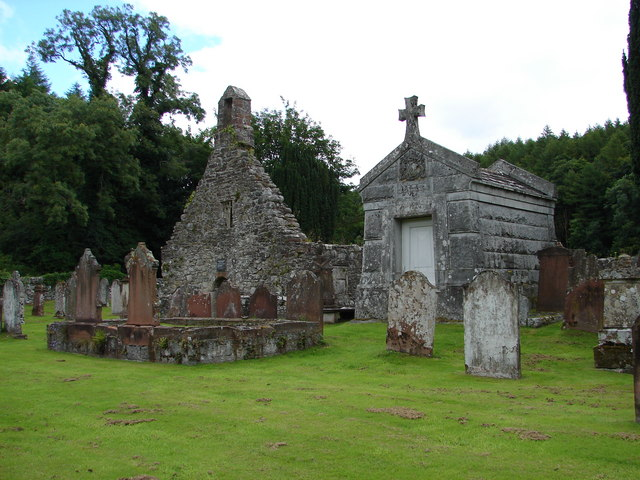
Anwoth Old Kirk và Kirkyard

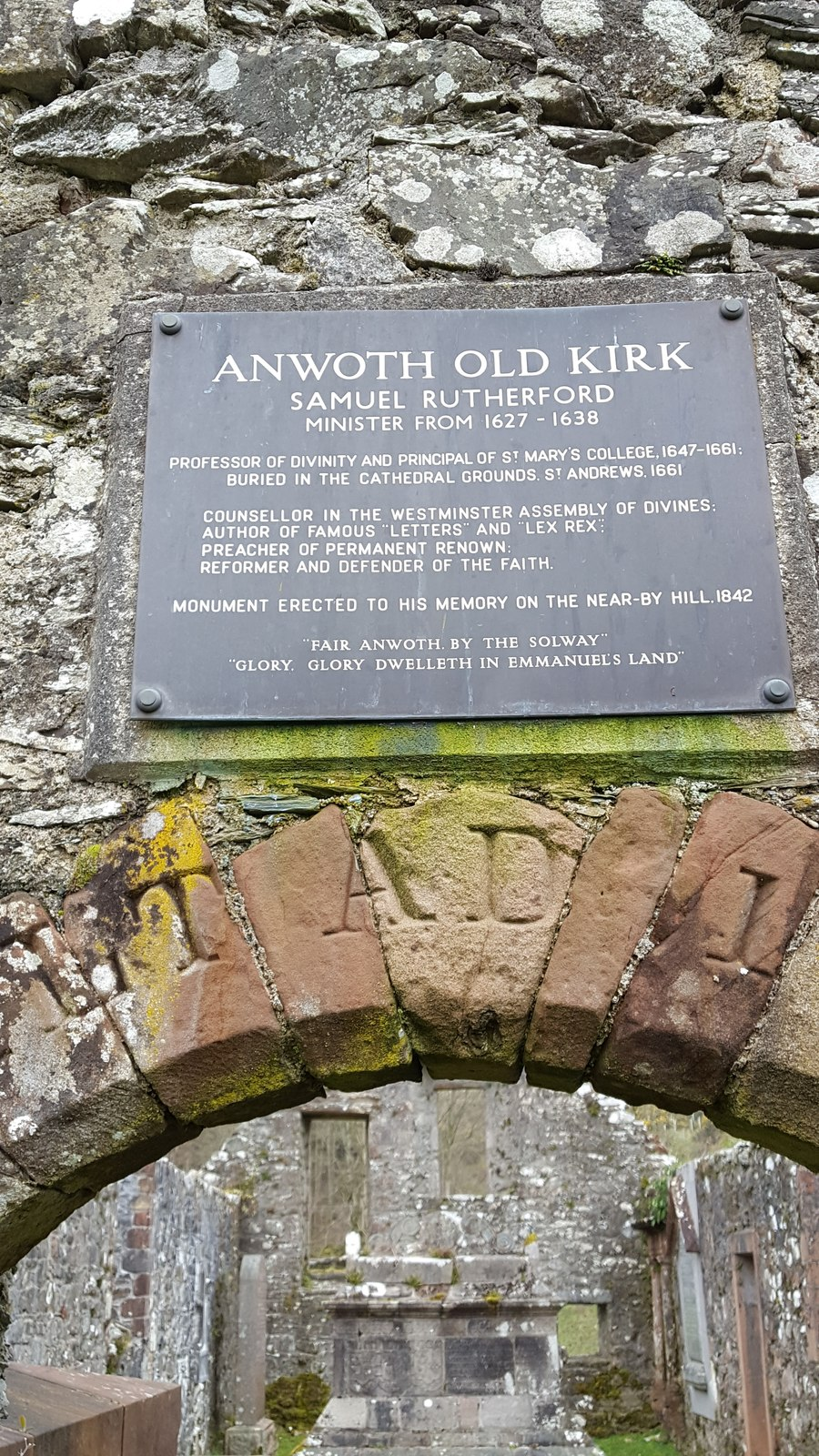
Bảng kỷ niệm cho Samuel Rutherford

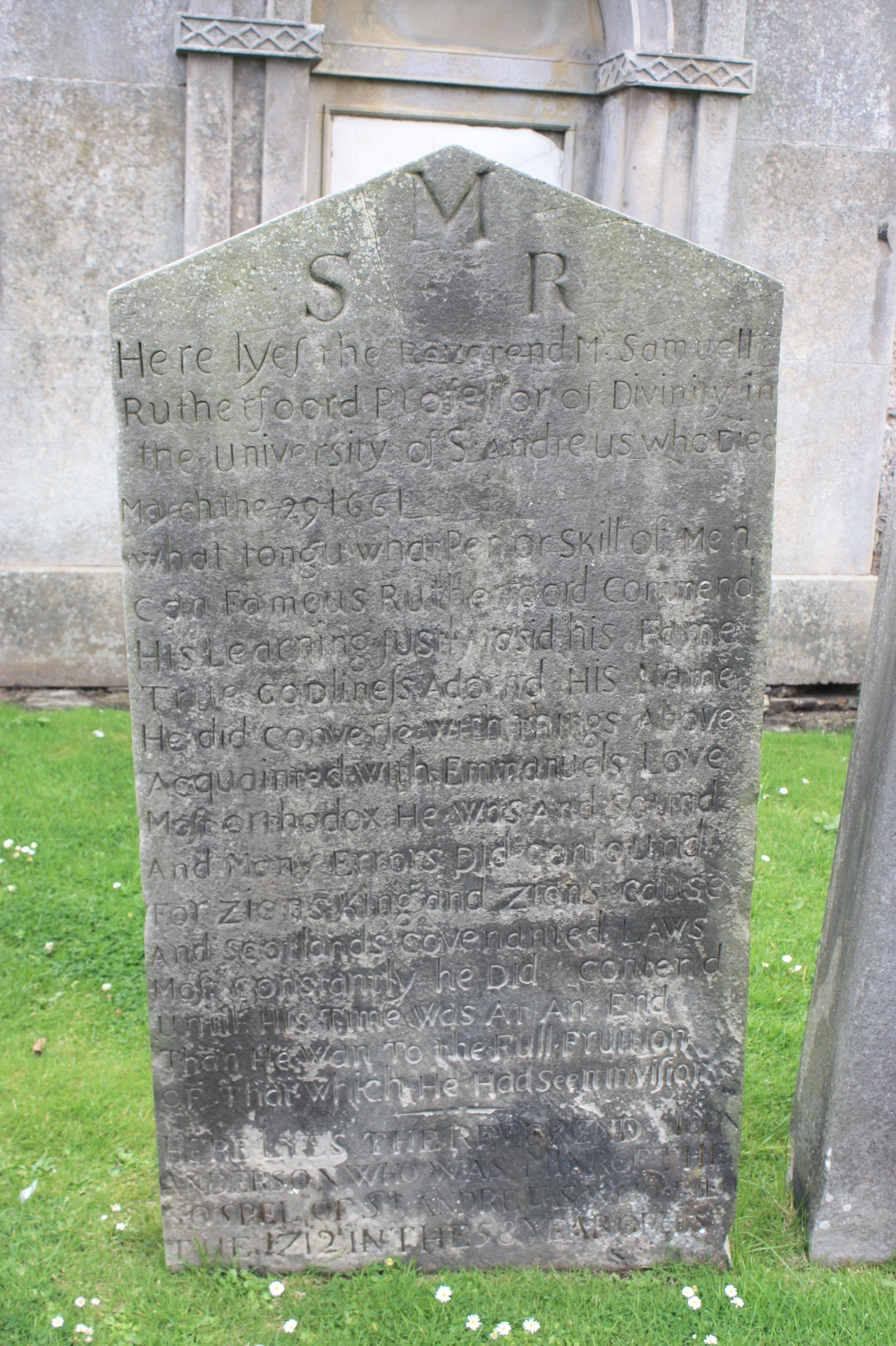
Mộ của Master Samuel Rutherford, nghĩa trang nhà thờ St Andrews

Samuel Rutherford (cũng được viết là Rutherfurd hoặc Rutherfoord; khoảng năm 1600 - 29 tháng 3 năm 1661) là một giáo sĩ và học giả Presbyterian Scotland và là một trong những Ủy viên Scotland tại Hội nghị Westminster.

## Cuộc sống
Samuel Rutherford sinh tại giáo xứ Nisbet (nay là một phần của Crailing), Roxburghshire, ở Scottish Borders vào khoảng năm 1600. Không có thông tin chính xác về cha mẹ ông, nhưng ông thuộc dòng dõi giống như Roxburghs of Hunthill (từ đó Sir Walter Scott có dòng dõi) và cha ông được cho là một nông dân hoặc thợ xay. Một người anh của ông là giáo viên tại Kirkcudbright và là một người đọc Kinh Thánh, và người anh em khác của ông là một sĩ quan trong quân đội Hà Lan.
Rutherford được học tại Trường Trung học Jedburgh và Đại học Edinburgh. Sau khi tốt nghiệp với bằng M.A. vào năm 1621, ông được bổ nhiệm làm giáo sư tại Edinburgh vào năm 1623. Ông từ chức khỏi vị trí đó vào năm 1626, vì hành vi không đứng đắn với Euphame Hamilton, người sau này trở thành vợ của ông.  Ông được công nhận tại Anwoth Kirkcudbrightshire, Galloway vào năm 1627, có lẽ không được chấp thuận bởi giám mục. Ở đó, có người nói về ông rằng "ông ta luôn cầu nguyện, luôn giảng đạo, luôn thăm viếng người ốm, luôn giảng giải, luôn viết và học tập".  Một trong những nhà bảo trợ của ông ở Galloway là John Gordon, tước danh Viscount of Kenmure đã qua đời vào năm 1644. Vợ của ông, Jane Gordon, Nữ tước Kenmure, là một người trao đổi thường xuyên  và luôn hỗ trợ ông và công việc của ông.
Năm 1630, ông bị triệu tập trước Tòa Án Thượng Viện, nhưng cáo buộc vi phạm quy định không tuân thủ không được tiếp tục. Chủ yếu vì việc xuất bản một tác phẩm chống lại Arminianism, ông lại bị buộc tội vào năm 1636 bởi Giám mục Sydserff, và sau khi trải qua các thủ tục tại Wigtown, ông bị trích xuất trước Ủy ban và bị cấm, vào ngày 27 tháng 7, khỏi việc làm mục sư, và buộc phải cư trú tại Aberdeen theo ý muốn của Vua. Trong thời gian này, ông đã viết nhiều trong số các bức Thư nổi tiếng của ông. Bàn làm việc của ông tại đó được cho là, "có lẽ là bục giảng hiệu quả và lan rộng nhất tại cựu thế giới Kitô giáo." 
Vào tháng 2 năm 1638, Rutherford trở về Anwoth và tham dự Hội nghị Glasgow trong năm đó như một trong hai đại diện của Hội sư của ông. Ngay sau đó, ông được bầu làm một trong số các mục sư của Edinburgh, nhưng Ủy ban Hội đồng chỉ định ông, hơn thế, làm Giáo sư Thần học tại Đại học St Andrews, vị trí mà ông chỉ chấp nhận với điều kiện được phép làm cộng sự với Robert Blair, một trong các mục sư của St Andrews, vào ngày 7 tháng 1 năm 1639. Ông là một thành viên của các Hội nghị tiếp theo và liên tục ủng hộ Đảng Thống hôn. Năm 1643, ông được bổ nhiệm là một trong bốn ủy viên chính của Ủy ban Giáo hội Scotland tham gia Hội nghị Westminster và đã giảng đường một số lần trước Quốc hội, ở lại Luân Đôn trong bốn năm. 
Rutherford được bổ nhiệm làm Hiệu trưởng của St Mary's College ở St Andrews (sau này sáp nhập để trở thành Đại học St Andrews) vào năm 1647 thay cho Robert Howie. Năm 1648, ông được đề nghị giảng dạy môn Thần học tại Harderwyck ở Hà Lan, năm 1649 là ghế giáo sư tại Edinburgh, và năm 1651 ông hai lần được bầu làm giáo sư tại Utrecht, nhưng ông đã từ chối tất cả. Trong các năm 1643, 1644, 1650 và 1651, ông được bầu làm Hiệu trưởng của Đại học St Andrews và vào năm 1650, trong chuyến thăm St Andrews của Charles II, ông đã phát biểu bằng tiếng Latin về nghĩa vụ của các vị vua. Rutherford là một người theo chủ nghĩa Cải cách kiên quyết trong cuộc tranh cãi giữa các giáo sĩ trong Giáo hội Caledonia Scotland giữa những người thuộc các phái Quyết định viên và Người phản đối vào những năm 1650.
Sau khi phục hưng, ông là một trong những người đầu tiên bị đánh đốn: cuốn sách của ông Lex Rex bị ủy ban tiểu bang ra lệnh đốt tại các điểm Crosses ở Edinburgh và St Andrews bởi thợ treo cổ thông thường, trong khi "Drunken Parliament" đã cướp đoạt tất cả các vị trí của ông và quyết định không cho phép ông chết trong trường. Ông được trích ra trước Quốc hội với cáo buộc phản quốc, nhưng ông qua đời vào ngày 29 tháng 3 năm 1661 [ngày 20 trên tấm bia mộ của ông là một lỗi]. Ông được chôn cất tại nghĩa địa nhà thờ St Andrews Cathedral phía tây của tháp chuông. Tục ngữ trên tấm bia mộ của ông bao gồm câu 'Acquainted with Emmanuel's Love'.

## Di sản
Samuel Rutherford là một trong những nhân vật cổ điển của Giáo hội Scotland. Tầm ảnh hưởng của ông trong cuộc đời mình, như một học giả, mục sư, và nhà văn, đã rất sâu sắc và rộng lớn. Sau khi ông qua đời, tên tuổi của ông được tôn sùng rộng rãi và vẫn được giữ nguyên cho đến ngày nay. Khoảng bốn mươi bản tái bản của thư từ của ông đã được xuất bản lại (bản của Bonar chứa 365 bức thư), và vô số câu chuyện kể về những lời nói và hành động của ông được lưu trữ và tạo nên một phần không nhỏ của truyền thống Scotland. Trong số những lời cuối cùng của ông là:  "Glory shines in Immanuel's Land," on which Mrs Anne Boss Cousin founded her hymn, "The Sands of Time are sinking."
Có một đài tưởng niệm cho Rutherford cũng được xây dựng, là một tòa tháp đá granite được liệt kê vào danh sách các công trình kiến trúc được bảo vệ ở Scotland, được dựng năm 1842 trên đỉnh đồi nhìn xuống giáo xứ cũ của ông ở Anwoth, ở làng Gatehouse of Fleet, phía tây nam Scotland. 

## Gia đình
Ông đã kết hôn lần đầu vào năm 1626 với Euphame Hamilton, người đã qua đời vào tháng 6 năm 1630, và có con gái tên Marie, được rửa tội vào ngày 14 tháng 4 năm 1628. Sau đó ông lại kết hôn vào ngày 24 tháng 3 năm 1640 với Jean M'Math, người đã được chôn tại Greyfriars Churchyard vào ngày 15 tháng 5 năm 1675. Họ có con gái là Agnes (kết hôn với William Chiesley, W.S.), qua đời vào ngày 29 tháng 7 năm 1694, và sáu người con khác đã mất trước khi ông qua đời. Ông được biết đến là thân thiết với James Guthrie. 

## Danh sách những công việc
1. Exercitationes pro Divina Gratia Amsterdam 1636
2. A Peaceable and Temperate Plea for Paul's Presbytery in Scotland London 1642
3. A Sermon before the House of Commons, on Daniel, London 1644
4. The Due Right of Presbyteries London 1644
5. Lex Rex, or The Law and the Prince London 1644
6. A Sermon before the House of Lords on Luke 7:22 London 1645
7. The Trial and Triumph of Faith London 1645
8. The Divine Right Of Church Government and Excommunication London 1646
9. Christ Dying and Drawing Sinners to Himself London 1647
10. A Survey of the Spiritual Antichrist London 1648
11. A Free Disputation against Pretended Liberty of Conscience London 1649
12. The Last and Heavenly Speech and Glorious Departure of John, Viscount Kenmure  Edinburgh 1649
13. Disputatio Scholastica de Divina Providentia Edinburgh 1649
14. The Covenant of Life Opened Edinburgh 1655
15. A Survey of 'The Survey of that Sum of Church Discipline' penned by Mr. Thomas Hooker London 1658
16. Influences of the Life of Grace London 1659
17. Joshua Redivivus, or  Mr Rutherford's Letters 1664
18. Examen Arminianismi Utrecht 1668
19. A Testimony left by Mr. S. Rutherford to the Work of Reformation uncertain date
20. A Treatise on Prayer  1713
21. The Cruel Watchman, The Door of Salvation Opened Edinburgh 1735
22. Twelve Communion Sermons Glasgow 1876
23. Quaint Sermons Hodder & Stoughton, London 1885
24. Rutherford’s Catechism: Containing the Sum of Christian Religion.  London, 1886
25. A discussing of some arguments against Cannons and ceremonies in God’s worship in David G. Mullan (ed.) Religious Controversy in Scotland 1625–1639.  (Edinburgh: Scottish Historical Society, 1998), pp. 82–99

Ban đầu được lấy từ cuốn Thư của Samuel Rutherford của Andrew Bonar,, cập nhật và sửa chữa sau đó.